# Ликаон (Пелазгов син)
Ликаон (грч. Λυκάων) је у грчкој митологији био краљ Аркадије.

## Митологија
Био је син Пелазга и Океаниде Малибеје или нимфе Килене. Са више жена имао је двадесет и два или педесет синова и две кћерке, Дију и Калисту. Његови синови су основали многе градове на Пелопонезу, а сам Ликаон је цивилизовао Аркадију. Према старијем предању, он је побожан и праведан владар, који је основао град Ликосауру, подигао Хермесов храм на Килени и успоставио Зевсов култ на брду Ликеју. Њега је наследио најстарији син Никтим. Према једном каснијем предању, Ликаон и његови синови су били безбожници, што је сазнао и сам Зевс. Да би се уверио у то, дошао је у њихову кућу прерушен у сиромашног путника. Ликаон га је додуше љубазно примио, али му је за обед послужио помешане изнутрице животиње и једног детета. Згрожен, Зевс је преврнуо сто и место где је то учинио је постало познато као Трапез. Муњом је побио Ликаона и његове синове, осим Никтима, кога је спасила Геја и који је наследио очев престо. Према другом предању, Ликаон је заправо убио и као обед послужио свог сина Никтима (или унука Аркада), због чега га је Зевс претворио у вука, а његовог сина оживео. Постоји и предање према коме је Зевс подучавао Ликаона и због тога му редовно долазио у кућу, а знатижељни синови, како би утврдили да ли заиста бог посећује њиховог оца, послужили су му људско месо, због чега су кажњени смрћу. У свакој варијанти, када се Зевс вратио на Олимп, згађен људским понашањем, послао је потоп.

## Култ
Овај мит говори о приношењу људских жртава Ликејском Зевсу. Веровало се да онај ко окуси људско месо постаје вук, али да може да поприми људски изглед ако се десет година суздржи од тога. Према неким тумачењима, овај мит је заправо морална анегдота којом су саврменији Грци изражавали гнушање према древном и варварском обичају канибализма који се одржавао у Аркадији. Обичај се примењивао како би се умилостивили вукови да не нападају стада. Ликаоново име значи „од вучице“, али и „од светлости“, што је у вези са Зевсовом муњом којом је побио зликовце и који није одобравао овакве обичаје.